# Junior League World Series 2011
Die Junior League World Series 2011 war die 31. Austragung der Junior League Baseball World Series, einem internationalen Baseballturnier für Knaben zwischen 13 und 14 Jahren. Gespielt wurde wie jedes Jahr in Taylor, Michigan.

## Teilnehmer
Die zehn Mannschaften bildeten eine Gruppe aus fünf Mannschaften aus den Vereinigten Staaten und eine Gruppe aus fünf internationalen Mannschaften.
| Vereinigte Staaten                | International                                   |
| --------------------------------- | ----------------------------------------------- |
| Johnston, Rhode Island Region Ost | Taoyuan, Chinesisch Taipeh Region Asien-Pazifik |
| Tampa, Florida Region Südost      | Emilia, Italien Region EMEA                     |
| Rosenberg, Texas Region Südwest   | Surrey, British Columbia Region Kanada          |
| Tucson, Arizona Region West       | Maracaibo, Venezuela Region Lateinamerika       |
| North Canton, Ohio Region Zentral | Yabucoa, Puerto Rico Region Puerto Rico         |

## Ergebnisse
Die Teams wurden in zwei Gruppen eingeteilt. Jeder spielte gegen Jeden in seiner Gruppe, die beiden Ersten spielten gegeneinander den Finalplatz aus.

### Vorrunde

#### Gruppe Vereinigte Staaten
| Platz | Region  | W | L | %     |
| ----- | ------- | - | - | ----- |
| 1.    | Südost  | 4 | 0 | 1.000 |
| 2.    | West    | 3 | 1 | 0.750 |
| 3.    | Ost     | 2 | 2 | 0.500 |
| 4.    | Zentral | 1 | 3 | 0.250 |
| 5.    | Südwest | 0 | 4 | 0.000 |

| Datum      | Zeit  | Begegnung | Begegnung | Begegnung | Ergebnis |
| ---------- | ----- | --------- | --------- | --------- | -------- |
| 14. August | 12:00 | Zentral   | –         | Ost       | 2:5      |
| 14. August | 17:30 | West      | –         | Südost    | 6:9      |
| 15. August | 11:00 | West      | –         | Südwest   | 4:2      |
| 15. August | 20:00 | Ost       | –         | Südost    | 3:13     |
| 16. August | 14:00 | Ost       | –         | West      | 2:9      |
| 16. August | 20:00 | Zentral   | –         | Südwest   | 7:3      |
| 17. August | 14:00 | Zentral   | –         | Südost    | 2:5      |
| 17. August | 17:00 | Ost       | –         | Südwest   | 3:1      |
| 18. August | 17:00 | Südost    | –         | Südwest   | 8:5      |
| 18. August | 20:00 | Zentral   | –         | West      | 0:3      |

#### Gruppe International
| Platz | Region        | W | L | %     |
| ----- | ------------- | - | - | ----- |
| 1.    | Asien-Pazifik | 4 | 0 | 1.000 |
| 2.    | Lateinamerika | 3 | 1 | 0.750 |
| 3.    | Puerto Rico   | 1 | 3 | 0.250 |
| 4.    | EMEA          | 1 | 3 | 0.250 |
| 5.    | Kanada        | 1 | 3 | 0.250 |

| Datum      | Zeit  | Begegnung     | Begegnung | Begegnung     | Ergebnis |
| ---------- | ----- | ------------- | --------- | ------------- | -------- |
| 14. August | 14:45 | EMEA          | –         | Asien-Pazifik | 0:11     |
| 14. August | 20:15 | Lateinamerika | –         | Puerto Rico   | 4:3      |
| 15. August | 14:00 | Puerto Rico   | –         | Kanada        | 1:6      |
| 15. August | 17:00 | Asien-Pazifik | –         | Lateinamerika | 5:1 (14) |
| 16. August | 11:00 | EMEA          | –         | Lateinamerika | 0:11     |
| 16. August | 17:00 | Asien-Pazifik | –         | Kanada        | 10:0     |
| 17. August | 11:00 | Asien-Pazifik | –         | Puerto Rico   | 7:6      |
| 17. August | 20:00 | EMEA          | –         | Kanada        | 4:2      |
| 18. August | 11:00 | Lateinamerika | –         | Kanada        | 10:0     |
| 18. August | 14:00 | EMEA          | –         | Puerto Rico   | 0:6      |

### Finalrunde
|  | US und Intern. Finale | US und Intern. Finale |                   |            | Weltmeisterschaft | Weltmeisterschaft |
|  |                       |                       |                   |            |                   |                   |
|  | 19. August            |                       |                   |            |                   |                   |
|  | IN1 Asien-Pazifik     | 3                     |                   |            |                   |                   |
|  | IN2 Lateinamerika     | 2                     |                   |            | 20. August        | 20. August        |
|  |                       |                       | IN1 Asien-Pazifik | 1          |                   |                   |
|  | 19. August            | 19. August            |                   | US1 Südost | 2                 |                   |
|  | US1 Südost            | 4                     |                   |            |                   |                   |
|  | US2 West              | 0                     |                   |            |                   |                   |
|  |                       |                       |                   |            |                   |                   |

## Weblink
- Offizielle Webseite der Junior League World Series